# Campeonato Sudamericano de Voleibol Femenino Sub-18 de 1982
El III Campeonato Sudamericano de Voleibol Femenino Sub-18 se celebró en la ciudad de Asunción, Paraguay en 1982.

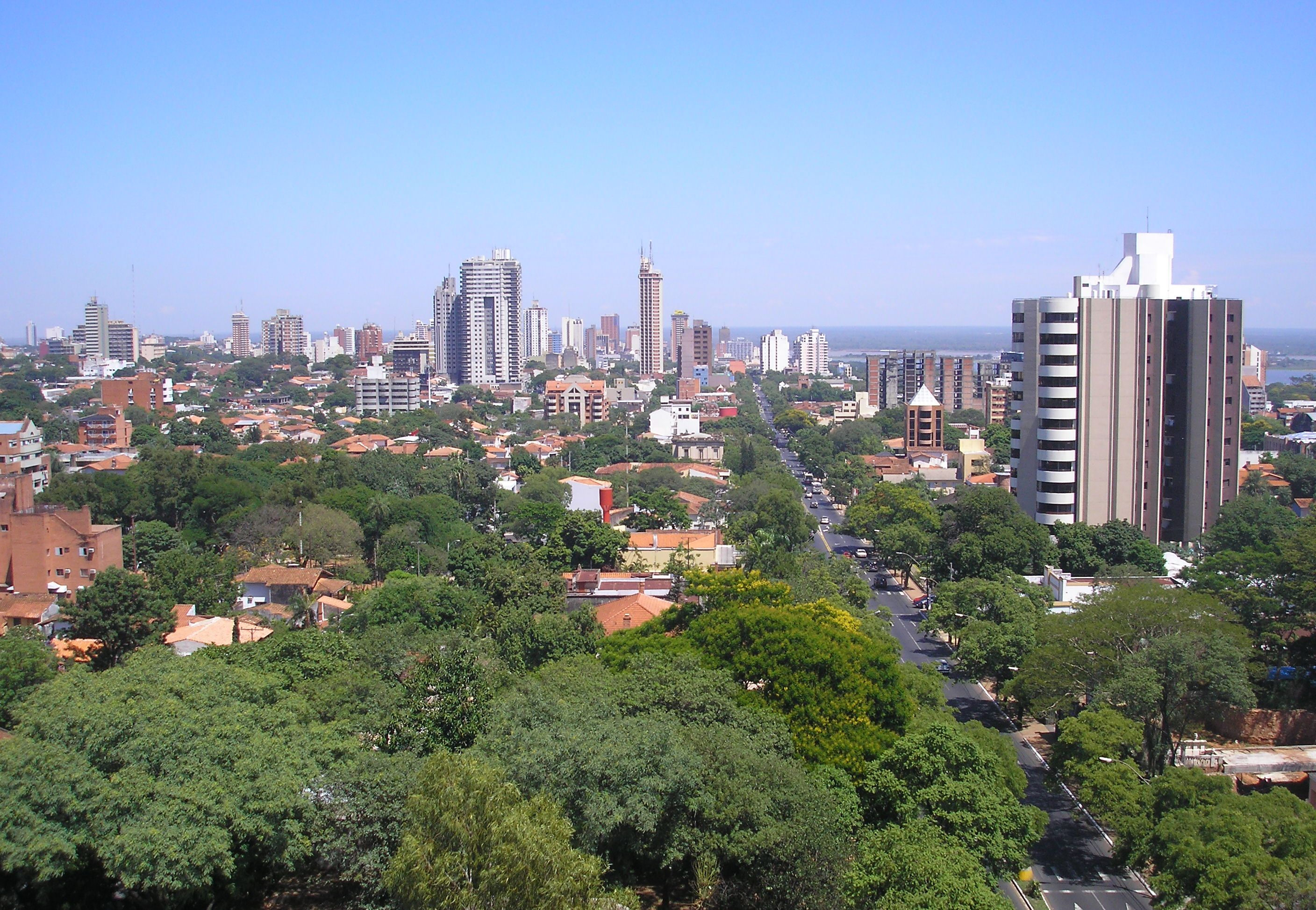
Asunción, sede del III Campeonato Sudamericano de Voleibol Femenino Sub-18.

## Equipos participantes
- Argentina
- Brasil
- Chile
- Paraguay
- Perú

## Posiciones Finales
| \| Pos \| Equipo \| \| --- \| --------- \| \| \| Brasil \| \| \| Perú \| \| \| Argentina \| \| 4 \| Paraguay \| \| 5 \| Chile \| | Campeón Brasil 1º Título |
| Pos | Equipo                   |
| | Brasil                   |
| | Perú                     |
| | Argentina                |
| 4 | Paraguay                 |
| 5 | Chile                    |